# Сервий Азиний Целер
Сервий Азиний Целер (лат. Servius Asinius Celer; около 1 года до н. э. — 
после 42 года н. э.) — консул-суффект в 38 году.
Отцом Сервия Азиния Целера был Гай Азиний Галл, консул 8 года до н. э., а матерью — Випсания Агриппина. Имел дочь Азинию Агриппину.
В 38 году он занимал должность консула-суффекта.
В правление Калигулы прославился непомерными тратами на рыбу.
Несмотря на то, что Сервий Азиний Целер был другом императора Клавдия, он впоследствии по каким-то причинам впал в немилость и был казнён.